# Веракрус (штат)
Веракру́с (повна офіційна назва: Веракрус-де-Ігнасіо-де-ла-Льяве ацт. Veracruz de Ignacio de la Llave ісп. Veracruz de Ignacio de la Llave) — штат Мексиканської Республіки, розташований на узбережжі Мексиканської затоки між морем і горами. Має площу 71 699 км² і населення 7,11 млн мешканців. Межує з сімома іншими штатами: на півночі з Тамауліпасом, на півдні за Оахакою і Чіапасом, на заході з Сан-Луїс-Потосі, Ідальго і Пуеблой та на південному сході з Табаско. Адміністративний центр — місто Халапа-Енрикес.

## Історія

### Період нестабільності (1824—1876)

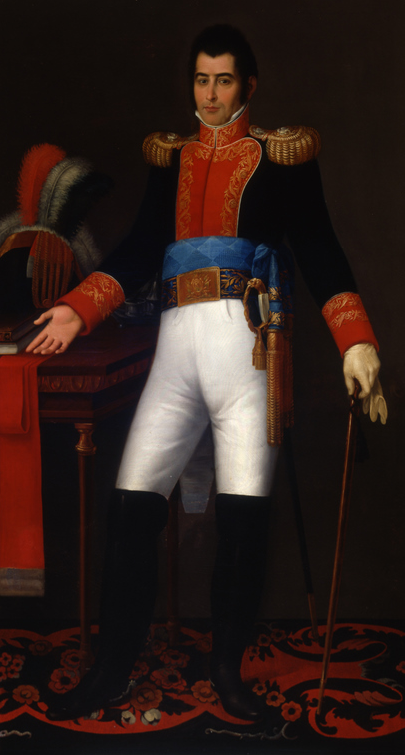
Перший Президент Мексики Вікторіа Гуаделупе

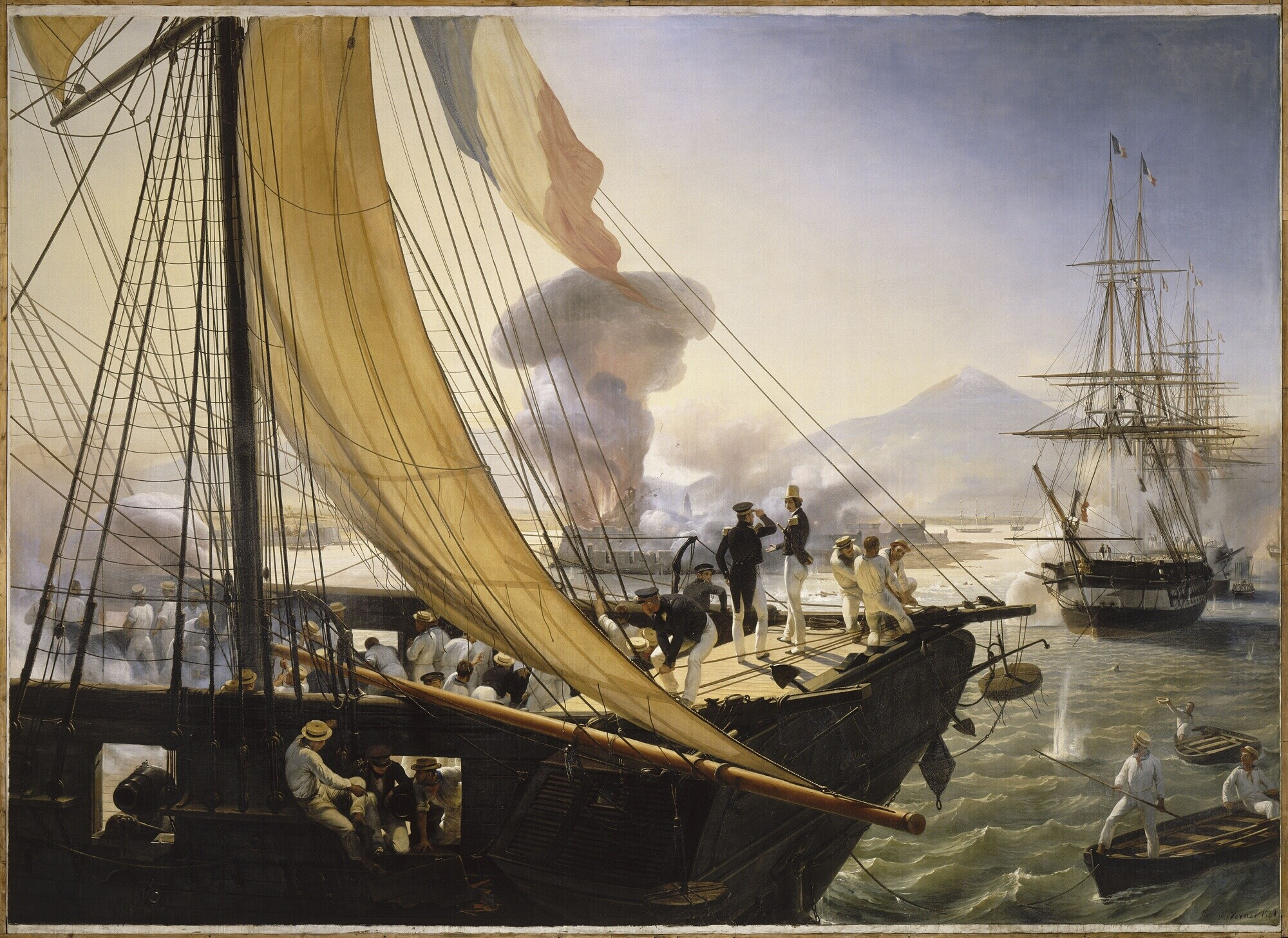
Бомбандування фортеці в Сан-Хуан-де-Улуа. Художник Орас Верне (1841)

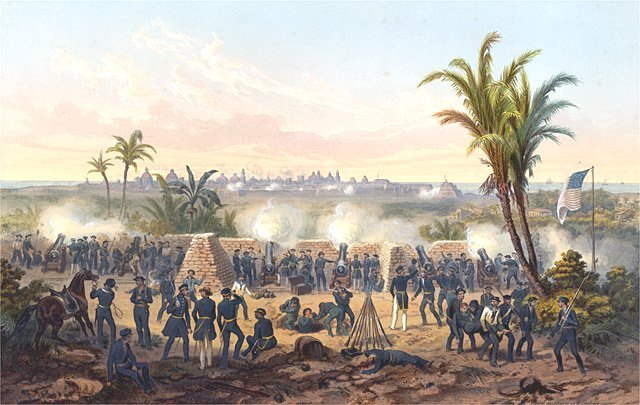
Битва під Веракрусом під час Американо-мексиканської війни. Гравюра Карла Небеля (1851)

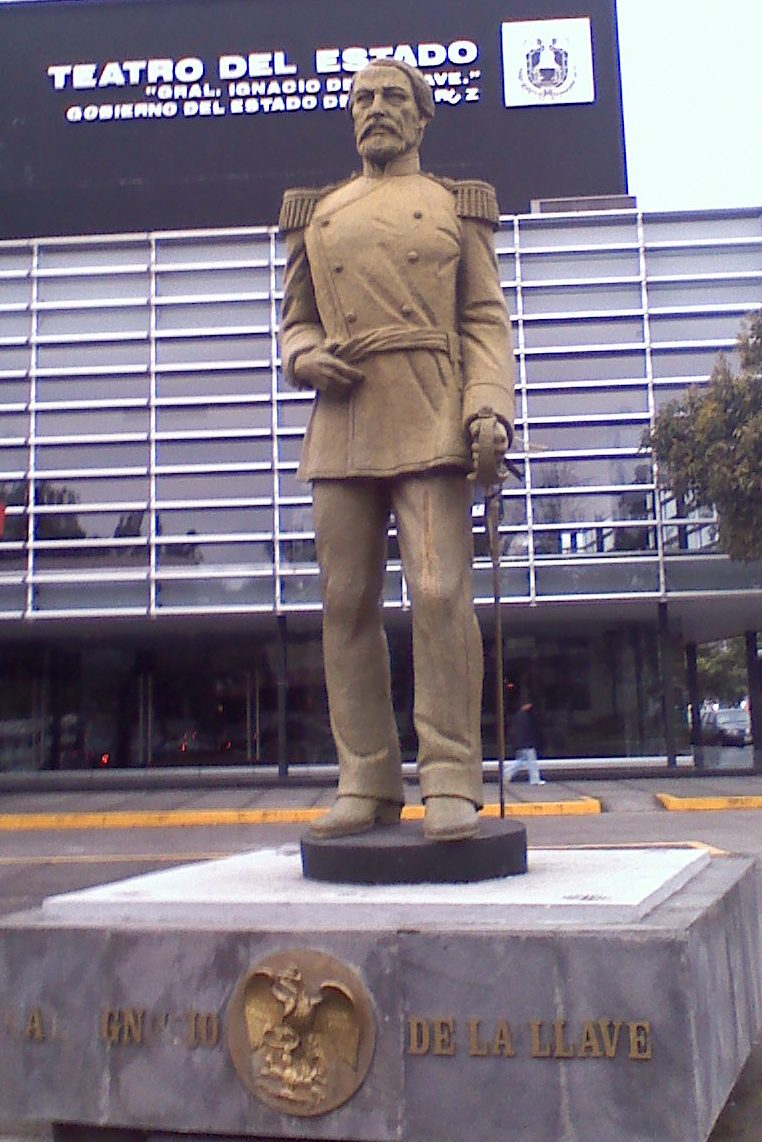
Пам'ятник губернатору Веракрус Ігнасіо-де-ла-Льяве

У 1824 році в країні була прийнята нова конституція, що проголосила Мексику федерацією, яка складалася з автономних штатів. 31 січня 1824 року Веракрус було оголошено штатом Мексики. Першим губернатором штату став майбутній президент Вікторіа Гуадалупе. В ці часи країну охопила боротьба між консерваторами — прихильниками централізованої держави з сильною президентською владою і лібералами — прихильниками федеративного устрою країни. На хвилі цих подій, які найчастіше брали вид громадянської війни, відбувалися події і в Веракрусі.
27 листопада 1838 року французькі війська намагалися захопити Мексику та заблокували головний порт  увійшовши до Веракрусу. Ця війна відома під назвою «Кондитерської» через претензії кондитера Ремонтеля, який звинуватив мексиканців у пограбуванні його кондитерських крамниць. Після бомбардування французами фортеці Сан-Хуан-де-Улуа та захоплення Веракрусу у грудні 1938 року, Мексика оголосила Франції війну, Але після дипломатичного втручання Великої Британії президент Анастасіо Бустаманте врешті-решт погодився виплатити збитки, і 9 березня 1839 французи відкликали свої сили.
Під час Американо-мексиканської війни (1846—1848), порт знову був блокований, на цей раз американцями. Перші спроби американців висадитися в 1847 році в Альварадо були відбиті, але в підсумку американцям вдалося десантуватися в декількох кілометрах на південь від Веракрусу, який здався після 20-денної облоги, Війська генерала Санта Анни були розбиті в битві поблизу Серро Гордо, а американці на чолі з генералом Скоттом Вінфілдом увійшли через Халапу до Мехіко.
До 1853 року муніципалітети Туспан і Чиконтепек були у складі територій штату Пуебла. У 1855 році був побудований палац уряду штату. Під час Війни за реформи головну роль в обороні штаті відігравав губернатор Ігнасіо-де-ла-Льяве. Пізніше на його честь до назви штату була додана друга частина. У 1858 році Беніто Хуарес був змушений втікати до Веракрусу з Мехіко. Контроль ліберального уряду над портом і митні збори дозволили їм зібрати війська і дати відсіч консерваторам. 
17 липня 1861 року мексиканським конгресом  був прийнятий закон про тимчасове припинення платежів за зовнішніми боргами, що спровокувало іноземних інтервентів з метою повалення уряду Беніто Хуареса і перетворення Мексики в колонію європейських держав. У грудні іспанські війська під командуванням генерала Мануеля Гассета (ісп. Manuel Gasset) без особливого опору зайняли порт Веракрус, пізніше увійшли французькі та британські. Після того як Беніто Хуареса було скинуто, іспанці та британці покинули порт, французи ж в свою чергу поставили керувати країною наставника Наполеона III Максиміліана I, а Мексика була оголошена імперією. У 1863 році штат отримав офіційну назву Веракрус-Льяве. У 1867 році французи були вигнані з країни, а імператора розстріляно. У 1878 році столиця була перенесена в Орисабу, в 1885 році в Халапу.

### Диктатура Порфіріо Діаса (1876—1910)
Під час президентства Порфіріо Діаса, до кінця XIX століття в штаті відбувалися заходи з модернізації економіки. Були побудовані автодороги та залізниці, проведені лінії телеграфу і телефону, міста отримали освітлення, водопровід, на тротуарах мостилася бруківка. Відкриття родовищ нафти в північній частині штату привернуло увагу іноземних інвесторів, які почали вкладати кошти в  технічне обладнання необхідне для її видобутку. Однак, найбільшого збагачення отримали транснаціональні компанії і місцеві магнати — робітничий та селянський класи продовжували перебувати в злиденних умовах. продовжували жити в найважчих умовах. У 1905 році у Веракрусі піднявся страйк робітників тютюнової компанії «Ель-Вальє-Насьональ» (ісп. «El Valle Nacional»). Тоді на роботу не вийшли одразу 5000 робітників.  Губернатор Теодоро А. Дееса (Teodoro A. Dehesa), безуспішно намагався домовитися з організаторами страйку. Страйк тривав бл. місяця, аж доки губернатор не погодився на їхні умови.

### Період революції (1910—1917)
Під час революції 1910—1917 роках особливих сутичок в штаті не відбувалося. У 1914 році повстанські сили Кандідо Агілара (ісп. Cándido Agular) зайняли ряд муніципалітетів в штаті, і в 1917 році Венустіано Карранса тимчасово перемістив до Веракрусу федеральний уряд.
21 квітня 1914 року після інциденту з американськими моряками в Тампіко, президент США Вудро Вільсон наказав військовим висадитися у Веракрусі і протягом півроку утримувати його. Мексика пізніше відповіла розривом дипломатичних відносин.

### Новітні часи
Після революції у Мексиці зокрема відбувалися аграрна реформа, за якою відбувся перерозподіл землі і створення селянських спільнот. У 1928 в штаті до влади приходить право-соціалістична Інституційно-Революційна партія (PRI), губернатором від якої стає Адальберто Техеда Оліварес (ісп. Adalberto Tejeda Olivares). В 1930-х роках під час президентства Лазаро Карденаса (ісп. Lázaro Cárdenas) на півночі країни нафтові компанії, були націоналізовані і об'єднані в державну корпорацію PEMEX. В 1950-х роках почалося будівництво нових доріг та розширення старих. У 1960 році в Халапі був відкритий Музей антропології. У 1970-х в місті Веракрусі був відкритий міжнародний аеропорт. 
В період 1996—2006 років у штаті було знайдене масові поховання, які не засвідчені жодними службами і у яких було знайдено понад 3600 людей, що раніше вважалися зниклими безвісти. Поліція розшукує також понад 28000 безвісти зниклих людей і пов'язує ці зникнення мексиканською нарковійною

## Промисловість

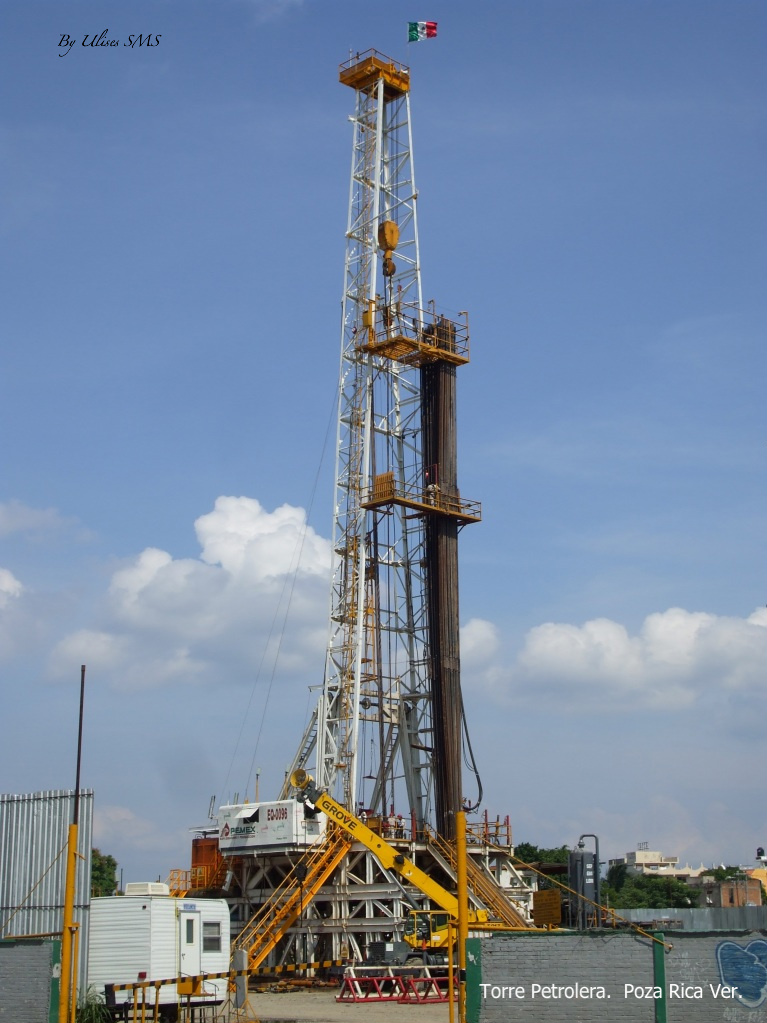
Нафтова башта в Поза-Ріка

Сьогодні штат Веракрус, багатий на природні ресурси, є важливою складовою частиною мексиканської економіки. Приблизно 35 % водопостачання Мексики надходить із Веракрусу. До того ж в штаті знаходиться чотири порти для океанських кораблів і два міжнародні аеропорти. Веракрус є важливим постачальником заліза і міді, одночасно здобуваючи велику кількість неметалевих мінералів — сірку, кварц, польовий шпат, кальцій, каолін і мармур. Основний територією, де видобувається нафта є північна частина штату Веракрус. На частку Веракрусу випадає 75 % всієї портової діяльності в Мексиці. Головним експортом штату є кава, свіжі фрукти, добрива, цукор, риба і ракоподібні. Порт Веракрус зі сприятливим кліматом, кухнею і археологічними зонами є популярним курортом для мексиканців і іноземців. 

## Клімат
Comisión Nacional del Agua